# Karl Adolph
Karl Adolph (Bécs, 1869. május 19. – Bécs, 1931. november 22.) osztrák író.

## Élete
Fiatal korában festőasszisztens volt. 1901-től mint ügyvéd dolgozott a Bécsi Általános Kórház adminisztrációs testületében, ahol az ügyvivői tisztségig jutott. Első irodalmi sikerét 1912-ben érte el Schackerl című regényével. A Wiener Arbeiter-Zeitung állandó alkalmazottja is volt. Munkáiban naturalista módon ábrázolta a Bécs külvárosában élő proletárok és kispolgárok életét. 1914-ben Bauernfeld-díjat kapott.

## Munkái
- Lyrisches (1897)
- Haus Nr. 37 (1908)
- Schackerl (1912)
- Töchter (1914)
- Am 1. Mai (Tragikomédia, 1919)

## Külső hivatkozások
- a német wikisource oldala
- Oldala a Deutsche Nationalbibliothek oldalán
- Oldala a Gutenberg Projekt-ben Archiválva 2020. szeptember 24-i dátummal a Wayback Machine-ben

## Fordítás
- Ez a szócikk részben vagy egészben  a   Karl Adolph című német Wikipédia-szócikk ezen változatának fordításán alapul.  Az eredeti cikk szerkesztőit annak laptörténete sorolja fel. Ez a jelzés csupán a megfogalmazás eredetét és a szerzői jogokat jelzi, nem szolgál a cikkben szereplő információk forrásmegjelöléseként.